# Psallus lepidus
Psallus lepidus is een wants uit de familie van de blindwantsen (Miridae). De soort werd het eerst wetenschappelijk beschreven door Franz Xaver Fieber in 1858.

## Uiterlijk
De langwerpig ovale blindwants heeft, als volwassen dier, altijd volledige vleugels en kan 4 tot 4,5 mm lang worden. De wants is bruinrood en soms grijsrood en is bedekt met zowel zwarte als goudkleurige haartjes. De kop en het halsschild zijn geelgrijs, het halsschild heeft onderaan bruine vlekjes. Het uiteinde van het verharde deel van de voorvleugels (cuneus) is rood met een wit begin en een witte punt aan het einde. Het doorzichtige deel van de vleugels heeft lichte en donkere vlekken en heeft witte aders. De geelachtige pootjes hebben dijen met donkere vlekjes. De gele antennes hebben een eerste segment dat vaak donker is.

## Leefwijze
De wants komt de winter door als eitje. Er is één enkele generatie per jaar. De volwassen dieren leven op essen (Fraxinus excelsior) en kunnen daar tussen mei en augustus gevonden worden.

## Leefgebied
De wants komt in Nederland algemeen voor. Verder komt de wants voor van Europa tot het Midden-Oosten en de Kaukasus in Azië in is hij geïntroduceerd in Noord-Amerika.